# Нью-Гоуп (Техас)
Нью-Гоуп (англ. New Hope) — місто (англ. town) в США, в окрузі Коллін штату Техас. Населення — 661 особа (2020).

## Географія
Нью-Гоуп розташований за координатами 33°12′42″ пн. ш. 96°33′36″ зх. д. / 33.21167° пн. ш. 96.56000° зх. д. (33.211698, -96.560117).  За даними Бюро перепису населення США в 2010 році місто мало площу 3,73 км², з яких 3,71 км² — суходіл та 0,02 км² — водойми.

## Демографія
Згідно з переписом 2010 року, у місті мешкало 614 осіб у 236 домогосподарствах у складі 196 родин. Густота населення становила 165 осіб/км².  Було 259 помешкань (69/км²).
Расовий склад населення:
| - 93,5 % — білих - 1,1 % — корінних американців - 0,3 % — азіатів - 3,3 % — осіб інших рас |

До двох чи більше рас належало 1,8 %. Частка іспаномовних становила 12,2 % від усіх жителів.
За віковим діапазоном населення розподілялося таким чином: 18,1 % — особи молодші 18 років, 66,9 % — особи у віці 18—64 років, 15,0 % — особи у віці 65 років та старші. Медіана віку мешканця становила 46,4 року. На 100 осіб жіночої статі у місті припадало 111,7 чоловіків;  на 100 жінок у віці від 18 років та старших — 106,1 чоловіків також старших 18 років.
Середній дохід на одне домашнє господарство  становив 86 150 доларів США (медіана — 81 016), а середній дохід на одну сім'ю — 92 666 доларів (медіана — 82 500). За межею бідності перебувало 7,6 % осіб, у тому числі 10,5 % дітей у віці до 18 років та 5,2 % осіб у віці 65 років та старших.
Цивільне працевлаштоване населення становило 424 особи. Основні галузі зайнятості: освіта, охорона здоров'я та соціальна допомога — 24,1 %, виробництво — 21,0 %, роздрібна торгівля — 13,4 %, науковці, спеціалісти, менеджери — 13,0 %.